# Quai du Wault
Le quai du Wault est l'un des deux anciens ports de Lille celui de la haute Deûle avec celui de la Basse-Deûle, actuelle avenue du Peuple-Belge.
Contrairement à celui-ci, ce bassin est toujours en eau. Ces deux anciens ports qui étaient situés à l'intérieur des enceintes fortifiées font partie du Vieux-Lille.

## Origine du nom
Il apparaît dès 1370 sous le nom de la « Neuve Navie », puis successivement « rivage du Haut », « quai du Haut » qui deviendra improprement « quai de la Haute-Deûle » car ouvrant alors sur la Haute Deûle.
Ce port est, en réalité, situé sur le lieu-dit « Wault » cité dans les chartes depuis le XIIIe siècle. C'est donc par déformation que le « quai de Wault » est transformé en « quai du Haut »
Ce lieu-dit était le « fief du Wault » qui dépendait du « fief de Grimaretz », dont les terres s'étendaient à Esquermes et Wazemmes, lui-même tenu de la Salle de Lille. Le fief de Wault s'étendait à l'extérieur de la ville près de la porte de la Barre de l'emplacement de l'actuel square Dutilleul à celui du quai du Wault qui n'était à l'origine qu'un étang.
Le 31 octobre 1872, il sera dénommé quai Saint-Martin, du nom de la rue qui y aboutit et il faudra attendre 1881 pour qu'il devienne (ou redevienne) « quai du Wault » du nom du lieu-dit.

## Historique

### Avant 1670

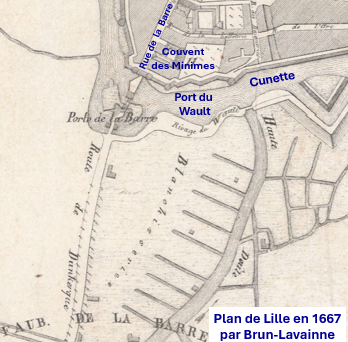
Port du Wault en 1667

Le bassin était situé à l'extérieur de l'enceinte créée vers 1370 qui entourait l'ancien faubourg de Weppes ou paroisse Sainte-Catherine, en bordure de ce rempart à proximité de la porte de la Barre.
Il faisait partie de la cunette (fossé en eau) entourant ce rempart, alimentée par la Haute Deûle.

### Les transformations de Vauban
L'agrandissement de la ville par Vauban en 1672 intègre le bassin à l'intérieur de la ville à la limite de la nouvelle enceinte ce qui entraine la destruction de l'ancienne porte de la Barre de l'enceinte du Moyen-Âge, qui était située à l'angle de l'actuelle rue du Gros-Gérard et de la rue de la Barre, remplacée par la première porte de Dunkerque, également nommée porte de la Barre, située à l'emplacement de l'actuel pont de la ̈Citadelle. Le canal de la Haute-Deûle datant du XIIIe siècle se déversait dans la cunette entourant l'enceinte puis pénétrait dans la ville par une porte d'eau percée dans le rempart en amont du port à l'emplacement de l'angle de la rue du quai et de l'actuel square Dutilleul. Le canal du Moyen-Âge est remplacé en 1692 par un canal captant les eaux de la Scarpe au sud-est de Douai et arrivant à Lille sur le tracé de l'ancien canal à gabarit Freycinet à l'ouest du quartier des Bois-Blancs jusqu'au "grand tournant" puis passant en lisière sud de l'emplacement de l'actuel jardin Vauban.

### Avant 1750

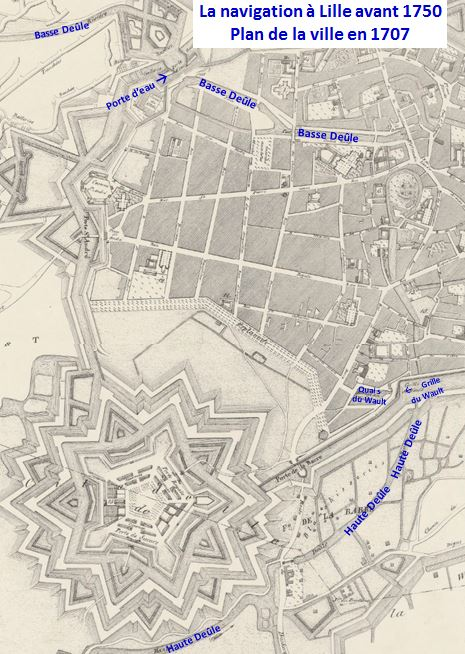
Traversée de Lille par voie terrestre avant 1750

La configuration des cours d'eau qui forment les bras ou sections de la Deûle ne permettait pas aux bateaux et marchandises de circuler par voie fluviale entre la Haute Deûle et la basse Deûle.
Les travaux de Vauban ne suppriment pas la rupture de charge entre les ports de la Haute Deûle et de la Basse Deûle.
Avant 1750 Lille possédait deux ports d'eau douce : le quai du Wault et le quai de la Basse-Deûle. L'échange des marchandises entre ces deux ports se faisait à dos d'hommes ou par chariot. On se plaignait du cours trop lent des eaux et des « obstacles entravent le cours des eaux au travers de la ville de Lille (...) la faiblesse du courant : cette cause si puissante par elle-même est fortifiée par la trop grande division des canaux, par le passage, à l'extérieur de la ville, de la voie navigable, de sorte que l'intérieur n'en a que le superflu » selon Jean-Baptiste Dupont Delarue en 1833 qui estimait qu'on aurait dû « chercher tous les moyens d'accélérer au travers de la ville le cours des eaux déjà si lent. Il semble au contraire qu'on ait tout fait pour le ralentir. En approchant de la place, la Deûle se répand dans les fossés marécageux qui couvrent les remparts du côté de la porte de la Barre, jusqu'au troisième embranchement dont j'ai déjà parlé, où des bâtardeaux l'empêchent de s'étendre plus loin et de remplir les fossés des fortifications ; puis , au lieu d'entrer dans un lit, qu'on aurait dû resserrer le plus possible , elle se partage en trois branches qui, comme je l'ai dit, se subdivisent en un grand nombre de rameaux, de sorte que le courant, à peine sensible lorsque la rivière était unique, devient presque nul lorsqu'elle se partage en tant de canaux parallèles, et que la quantité d'eau qui passe par la ville, à peine suffisante pour fournir à une chute continuelle, fournit à trois écoulemens distincts; tandis que plusieurs branches n'ont même pas d'abouchement direct, et que d'autres n'ont pas d'ouverture à leur origine(...) »

### De 1750 à 1866

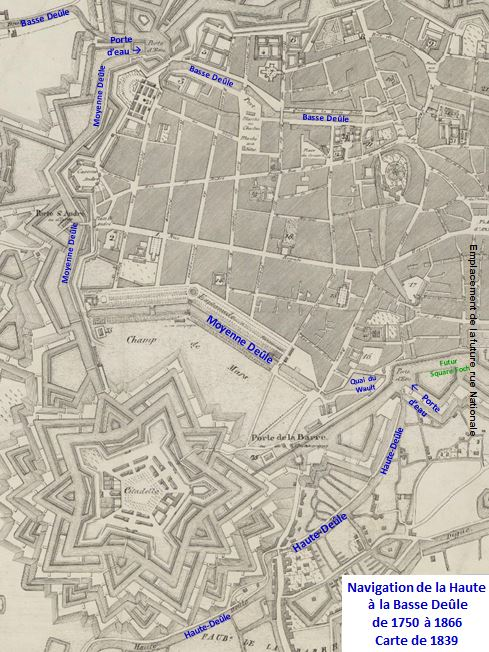
Navigation via le port du Wault et la Moyenne Deûle de 1750 à 1866

À la fin du XVIIe siècle, Vauban constate : « Il n'y a d'autre communication de la haute à la basse Deûle que par des charrois et des porte-au-sac. Les branches qui traversent la ville sont étroites, bordées de maisons et trop peu profondes pour y faire une navigation. »
Dans un contexte de fortes tensions et d'opposition des autorités politiques et sociales de Lille, il faut attendre 1750 pour le creusement du canal de l'Esplanade aussi dit canal de la Moyenne-Deûle ou plus simplement Moyenne-Deûle (le seul qui en 1883 « ne reçoit aucun immondice » mais qui à cette époque est aussi « celui qui consomme la plus grande masse d'eau, et si le transport par eau devenait plus actif, il pourrait se faire que le courant devînt tout à fait nul à travers la ville. Il suit de là que , dans l'état ordinaire, les canaux intérieurs barrés par deux moulins qui sont en repos une grande partie du temps, et qui ne travaillent qu'alternativement, sont remplis d'une eau croupissante et sont le foyer d'une infection permanente » s'inquiétait JB Dupont ) permettant de relier la Haute et la Basse-Deûle, par voie fluviale.
Le quai du Wault devient un point de passage entre la Haute et la Basse Deûle. En arrivant de la Haute Deûle, les péniches accèdent au bassin par une porte d'eau à travers les fortifications. Après le passage dans le port du Wault, le parcours sur la Moyenne Deûle se déroule à l'intérieur de l'enceinte et la sortie de la ville vers la Basse Deûle extérieure (le port de la Basse Deûle dans la ville étant une impasse) s'effectue par un autre parcours complexe à travers les remparts.

### Après 1866

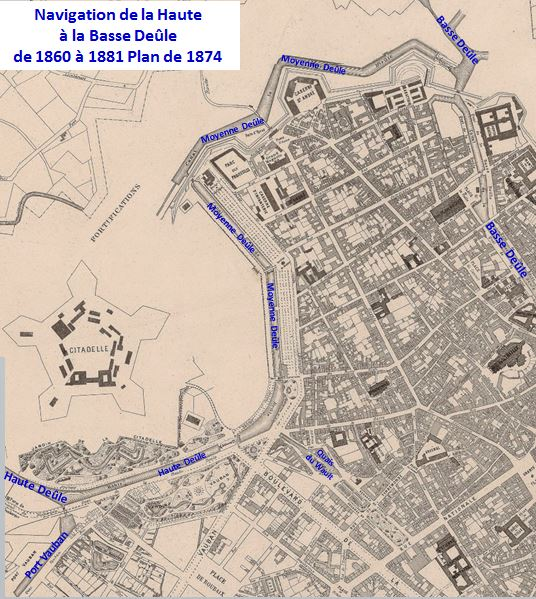
Navigation directe de la Haute à la Moyenne Deûle après 1866

L'agrandissement de la ville décidée en 1858 entraîne la destruction des fortifications de Vauban à proximité, l'intégration de l'ancien faubourg de la Barre à l'intérieur de l'enceinte étendue, la construction de nouveaux quartiers, des aménagements de voirie (actuels boulevard de la Liberté, rue Nationale). Ces bouleversements amènent à dévier le canal de la Moyenne Deûle à proximité de l'esplanade pour une communication directe avec la Haute Deûle.
À partir de 1865, le port devient un bassin fermé.
Il avait été envisagé en 1860 d'étendre le port jusqu'à la rue Impériale (actuelle rue Nationale) par deux bassins à l'emplacement des actuels squares Dutilleul et Foch.
Ce projet fut abandonné au profit du port Vauban qui lui fait perdre tout intérêt économique.
En 1965, un projet de comblement du bassin du quai du Wault pour le convertir en parking émeut les riverains et suscite une pétition qui fera reculer le maire. À cette époque est construit sous la chaussée un « énorme collecteur » de béton, coupant court à un autre projet qui était d'y construire un petit port de plaisance ouvrant sur la Deûle via le canal de l'Esplanade.

## Le quai du Wault en 2017
L'alimentation en eau par la Haute-Deûle coupée en 1965 fragilisant les pieux de chêne souvent à sec, fut rétablie en 1994 par la création d'un siphon.
Cependant la liaison avec le canal de la Moyenne Deûle qui avait été envisagée n'a pas été rétablie.
Depuis 2004, le quai du Wault fait partie d'un axe vert avec le square Dutilleul et le square Foch.

## Bâtiments remarquables et lieux de mémoire
- Le couvent des Minimes, inscrit au titre des monuments historiques en 1977[8].

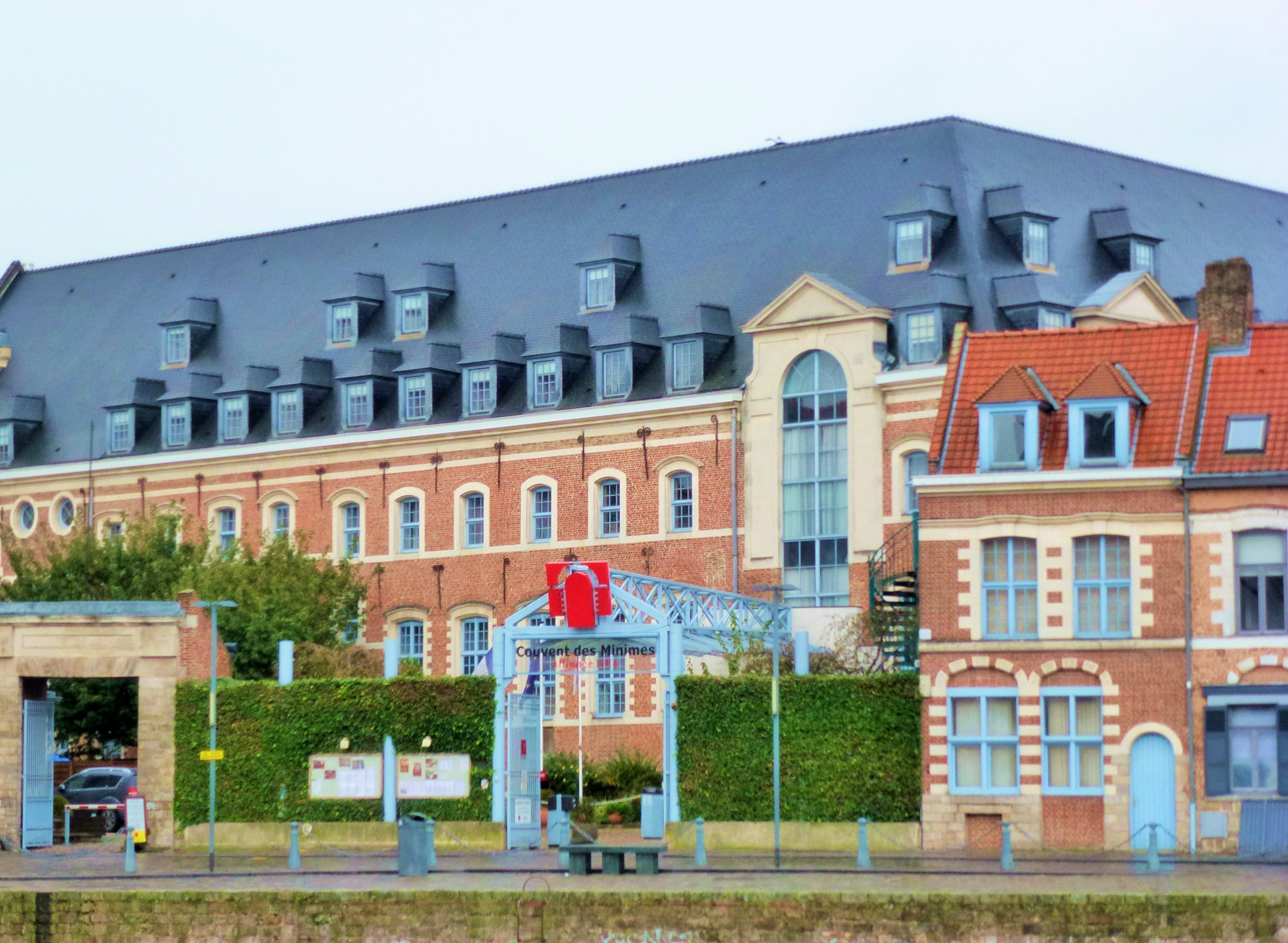
Lille, couvent des Minimes, 17 quai du Wault
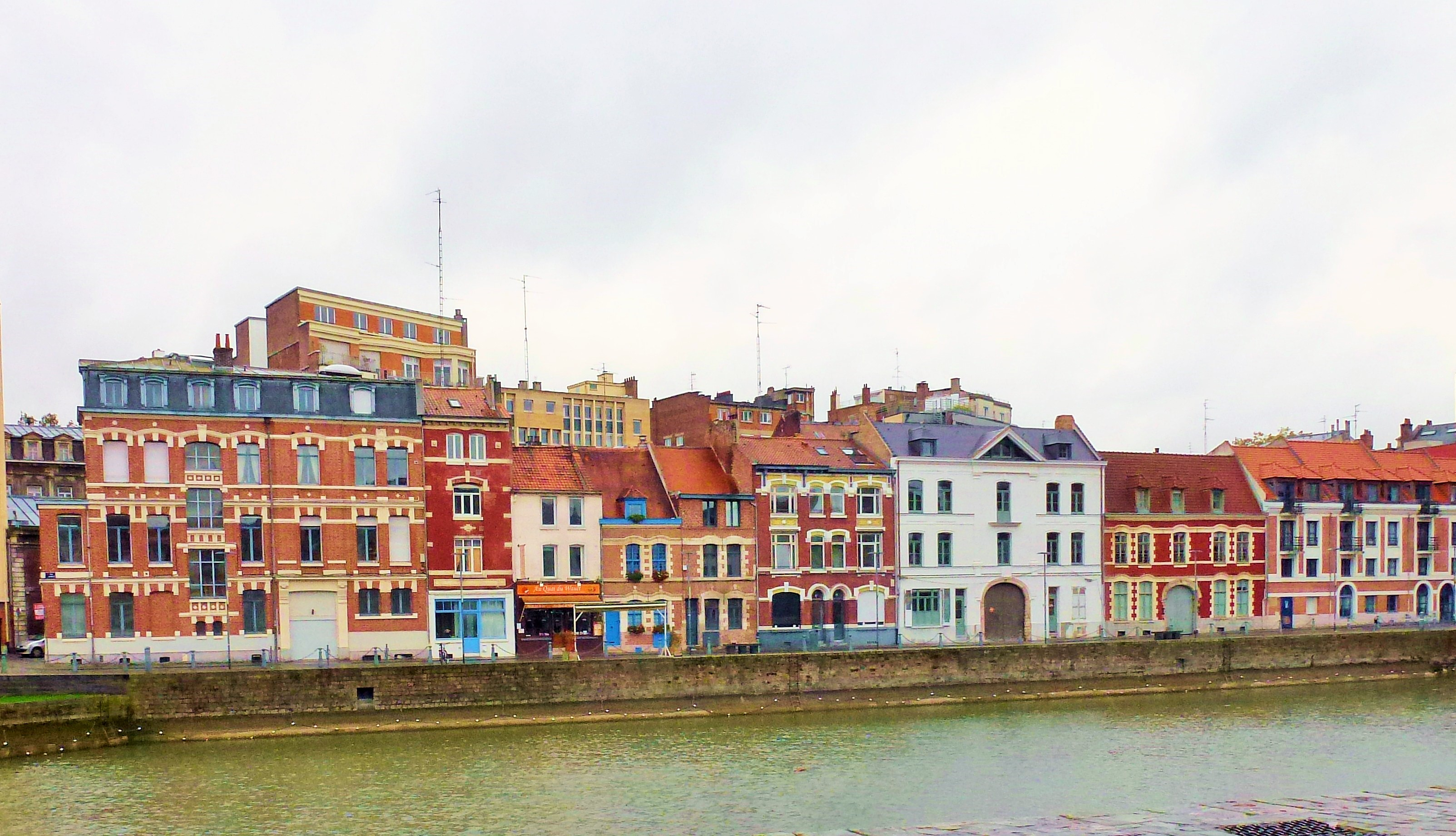
Lille quai du Wault.
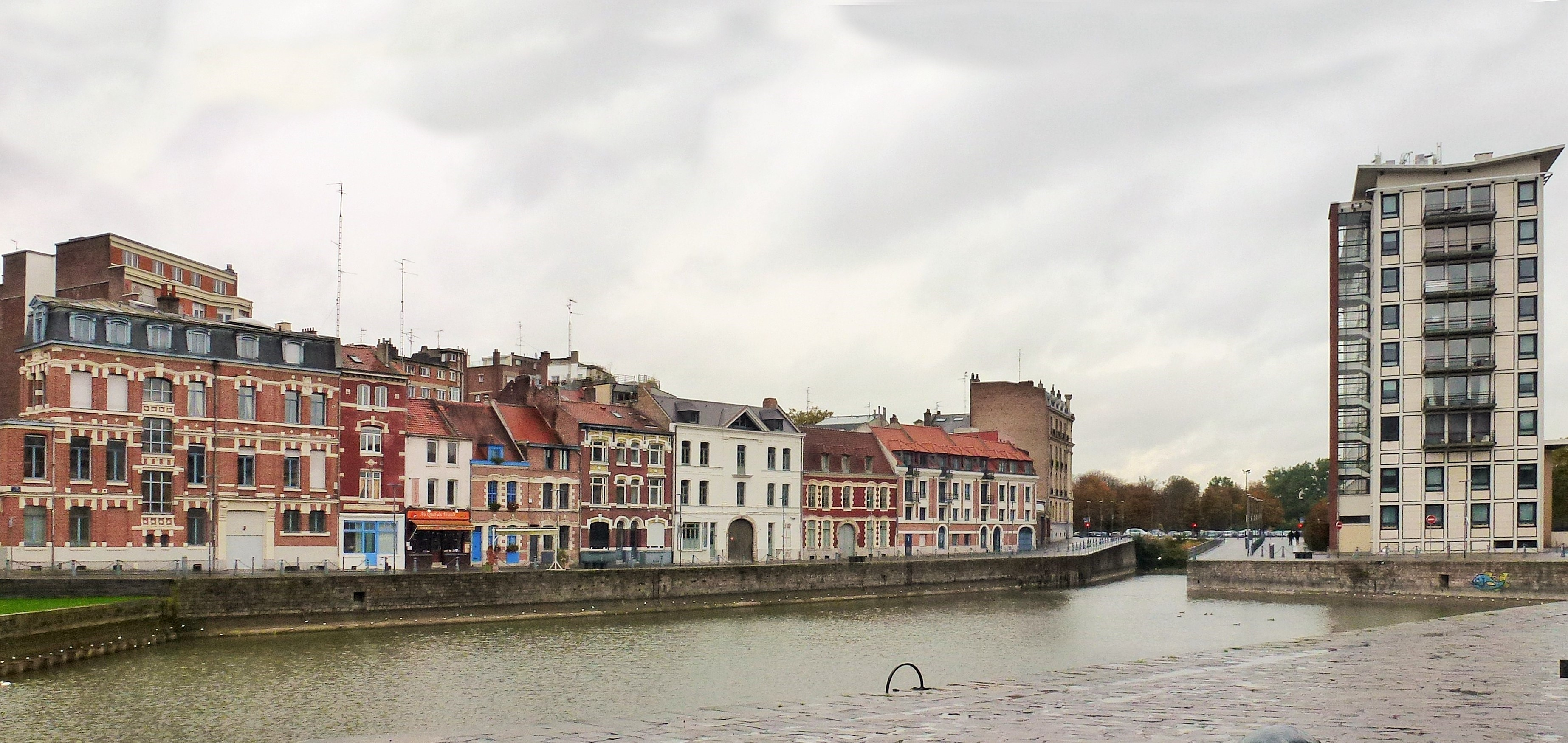
Lille quai du Wault.